# 岩手県立磐井病院
岩手県立磐井病院（いわてけんりついわいびょういん）は、岩手県一関市に所在する公立の医療機関。岩手県が運営する病院の一つ。

## 概要
小児科を除き、外来診療は予約制となっている。
両磐保健医療圏の基幹病院に位置づけられており、同圏内の岩手県立千厩病院、岩手県立大東病院、岩手県立南光病院と役割り分担をおこない運営されている。特に精神科専門病院の岩手県立南光病院は同一敷地に一体として設置されている。また隣接敷地に岩手県立一関高等看護学院があり実習が行われている。

## 組織図
- 病院長
  - 副病院長
    - 各診療科
    - 診療支援室 - 放射線技術科、臨床検査技術科、リハビリテーション技術科、栄養管理科、臨床工学技術科
    - 患者支援センター - 地域医療福祉連携室
    - 医療安全管理室
    - 感染管理室
    - 診療情報管理室
    - 医師事務支援室
    - 事務局 - 総務課、医事経営課
    - 薬剤科
    - 看護科
    - 花泉地域診療センター

## 沿革
- 1935年（昭和10年）1月7日 - 一ノ関駅前に購買利用組合磐井病院として開設する[1]。
- 1936年（昭和11年）10月1日 - 運営を岩手県医薬購買利用組合連合会に移管し、医薬連磐井病院と改称する[1]。
- 1941年（昭和16年）12月1日 - 運営を岩手県信用販売購買利用組合連合会に研産連磐井病院と改称する[1]。
- 1943年（昭和18年）12月1日 - 運営を岩手県農業会に移管し、農業会磐井病院と改称する[1]。
- 1946年（昭和21年）4月1日 - 真滝診療所開設[1]。
- 1948年（昭和23年）11月1日 - 運営を岩手県厚生農業共同組合連合会に移管し、厚生連磐井病院と改称する[1]。
- 1950年（昭和25年）11月1日 - 運営を岩手県に移管し、岩手県立磐井病院と改称する[1]。
- 1951年（昭和26年）8月1日 - 真滝診療所、平泉診療所を磐井病院附属診療所に改組[1]。
- 1955年（昭和30年）3月31日 - 平泉診療所を地元移管[1]。
- 1958年（昭和33年）10月 - 総合病院名称使用承認[1]。
- 1966年（昭和41年）6月 - 一関市山目字前田に移転新築[1]。
- 1967年（昭和42年）5月 - 救急指定病院に指定[1]。
- 2003年 (平成15年）9月 - 一関市狐禅寺字大平に、新病院建築工事開始。
- 2006年（平成18年）4月1日 - 現在地へ移転新病院を開院[1]。岩手県で初めての緩和ケア病棟を開設。
- 2007年（平成19年）3月 - 附属真滝診療所閉所。
- 2013年（平成25年）2月 - 電子カルテシステム更新。

## 機関指定
2019年（平成31年）4月1日現在
| 災害拠点病院                       | 保険医療機関             |
| 国民健康保険療養取扱機関           | 労災保険指定病院         |
| 基幹型臨床研修指定病院             | 生活保護指定病院         |
| 第二種感染症指定医療機関           | 救急告示病院             |
| 療養医療指定病院                   | 母体保護法指定病院       |
| 原子爆弾被爆者一般疾病医療取扱病院 | 地域がん診療連携拠点病院 |
| DPC対象病院                        | 指定自立支援医療機関     |
| 地域周産期母子医療センター         | 地域医療支援病院         |

## 学会認定
2019年（平成31年）4月1日現在
- 日本内科学会認定医制度教育関連病院
- 日本外科学会外科専門医制度修練施設
- 日本脳神経外科学会専門医研修プログラム連携施設
- 日本神経学会専門医制度認定准教育施設
- 日本整形外科学会専門医制度認定研修施設
- 日本形成外科学会教育関連施設
- 日本泌尿器科学会専門医教育施設
- 日本麻酔科学会麻酔科認定病院
- 日本循環器学会認定循環器専門医研修施設
- 乳房検診撮影認定施設（第267号）
- 日本口腔外科学会准研修施設
- 日本救急医学会救急科専門医指定施設
- 日本がん治療認定医機構認定研修施設
- 日本周産期・新生児医学会周産期（新生児）専門医補完研修施設
- 日本周産期・新生児医学会周産期母体・胎児専門医補完研修施設
- 日本消化器外科学会専門医修練施設
- 日本乳癌学会認定医・専門医制度認定施設
- 日本内分泌外科学会・日本甲状腺外科学会専門医制度認定施設
- 日本緩和医療学会認定研修施設
- 日本静脈経腸栄養学会栄養サポートチーム（NST）専門療法士実地修練認定教育施設
- 日本静脈経腸栄養学会栄養サポートチーム（NST）稼動施設
- 日本高血圧学会専門医認定施設
- 日本消化管学会胃腸科指導施設
- 日本小児科学会小児科専門医認定研修施設
- 日本消化器内視鏡学会専門医制度指導施設
- 日本乳房オンコプラスティックサージャリー学会エキスパンダー実施施設
- 日本乳房オンコプラスティックサージャリー学会インプラント実施施設

## アクセス
鉄道
- JR東北本線 一ノ関駅から、およそ4.2km（車で約9分）。

自家用車
- 東北自動車道 一関インターチェンジより、東山方面へおよそ6.5km（車で約12分）。
- 岩手県道19号一関大東線沿線。

バス
- 岩手県交通バス：JR一ノ関駅前（西口）バス乗り場から、『31系統げいび渓線』で、およそ10分。『51系統一関イオン線』で、およそ20分。『52系統磐井・南光病院線（磐井南光病院シャトル バス）』で、およそ12分。「磐井南光病院」バス停下車。
- なの花バス（一関市営バス）は全コース乗り入れているが、日時・運転本数が限られている。